# Sertularia drachi
Sertularia drachi är en nässeldjursart som beskrevs av Vannucci 1949. Sertularia drachi ingår i släktet Sertularia och familjen Sertulariidae. Inga underarter finns listade i Catalogue of Life.